# 홍김동전
《홍김동전》은 KBS 2TV의 예능 프로그램이다.

## 기획 의도
홍씨, 김씨의 동전으로 운명이 체인지되는 피땀 눈물의 구 개념 버라이어티.

## 방송 시간
| 방송 채널 | 방송 기간                         | 방송 시간                       | 비고      |
| --------- | --------------------------------- | ------------------------------- | --------- |
| KBS 2TV   | 2022년 7월 14일 ~ 2022년 9월 15일 | 매주 목요일 저녁 8:30 ~ 밤 9:50 | 통합 편성 |
| KBS 2TV   | 2022년 9월 18일 ~ 2023년 1월 15일 | 매주 일요일 밤 9:20 ~ 10:40     | 통합 편성 |
| KBS 2TV   | 2023년 2월 16일 ~ 2023년 5월 25일 | 매주 목요일 저녁 8:30 ~ 밤 9:50 | 통합 편성 |
| KBS 2TV   | 2023년 6월 1일 ~ 2024년 1월 18일  | 매주 목요일 저녁 8:30 ~ 밤 9:45 | 통합 편성 |

## 출연진
- 김숙
- 홍진경
- 조세호
- 주우재
- 우영 (2PM)

## 게스트
- 강재준, 미노이 (3회)
- 산다라박, 아이린, 이기광 (하이라이트), 경리, 그리 (4회)
- 차태현, 트와이스 (정연, 지효), 김종민 (코요태) (5회 ~ 6회)
- 시우민 (EXO), 정혁, 백호, 이천수 (9회 ~ 10회)
- 박준규, 강재준, 이수지, (여자)아이들 (미연, 민니) (13회)
- 네이처 (채빈, 유채, 소희, 오로라, 새봄) (14회)
- 박진영 (18회 ~ 19회)
- 빽가 (코요태), 이수지 (25회)
- 허경환, 김수용, 남창희, 닉쿤 (2PM) (29회)
- 지민 (방탄소년단) (30회)
- 박지윤, 그리 (31회 ~ 32회)
- 백구영, 라도, 김혜선 (36회)
- 태양 (빅뱅) (37회)
- 스트레이 키즈 (방찬, 창빈, 필릭스, 승민, 아이엔) (39회)
- 옥택연 (2PM) (42회)
- 라도 (43회)
- 김혜선, 김명선 (44회)
- 라도 (48회)
- 지효 (트와이스), 김진우 (위너), 이상엽 (49회)
- 라도, 라치카, 킹키 (댄서), 루트 (댄서), 박진영, 스테이씨 (시은, 윤, 세은) (50회)
- 라도 (51회)
- 2PM (51회 ~ 52회)
- 라도 (56회 ~ 58회)
- 라치카 (57회)
- 김혜선, 김춘리, 심으뜸, 장은실, 김명선 (59회)
- 샘해밍턴 (60회)
- 이윤정 (아나운서) (65회 ~ 66회)
- 윤호 (에이티즈) (68회)

## 편성 변경 및 결방 사유
2022년
- 8월 18일: 《수목드라마 당신이 소원을 말하면》 (3회) 재방송 편성으로 인한 결방.
- 9월 8일: 제11호 태풍 힌남노 여파로 인한 스페셜 방송으로 대체 편성.
- 10월 30일: 이태원 압사 참사의 여파로 인해 《개는 훌륭하다》 재방송으로 대체 편성.
- 12월 4일: 《뮤직뱅크 인 칠레 <미라클>》 편성으로 인한 결방.

2023년
- 8월 3일: 《2023 FIFA 여자 월드컵 H조 조별리그 3차전 <대한민국 VS 독일>》 중계방송 및 《일일드라마 비밀의 여자》 (102회) 편성으로 인한 결방.
- 9월 21일: 《2022 항저우 아시안게임 - 남자축구 E조 조별리그 2차전 <대한민국 VS 태국>》 중계방송 편성으로 인하여 밤 10시 40분으로 편성 변경.
- 9월 28일: 추석특집 god 25년 2023 KBS 대기획 - <ㅇㅁㄷ지오디> 편성으로 인한 결방.
- 10월 5일: 2022 항저우 아시안 게임 중계방송 편성으로 인하여 밤 11시 편성.

## 수상 경력

### 2022년
- 2022년 KBS 연예대상
  - 베스트 팀워크상
  - 베스트 커플상 : 조세호, 주우재
  - 올해의 예능인상 : 김숙

### 2023년
- 2023년 KBS 연예대상
  - 우수상 : 주우재
  - 최우수상 : 홍진경
  - 올해의 예능인상 : 김숙

## 같이 보기
- 언니들의 슬램덩크
- 도라이버: 잃어버린 나사를 찾아서